# 松本短期大学
松本短期大学（日语：／ Matsumoto Tankidaigaku *），简称松短（まつたん），是一所位于日本长野县松本市的私立短期大学。

## 概要

### 简介
- 源流成立于1971年[2]。短期大学为于1972年开办[2]、由学校法人松本学园经营。为男女同校[3]从1993年。

### 历史
- 1972年 松本短期大学成立并同时设置幼儿教育学科[2][4]。
- 1993年 护理福利学科[注 1]成立[2]、开始招収男学生。
- 1995年 专攻福利专攻成立[2]。
- 2006年 护理学科成立[2]。

### 宪章
- 请参看松本短期大学的标志 （页面存档备份，存于） （日語） 2014年1月30日阅览。

## 学校环境
- 校区：在长野县松本市

## 历任校长
- 横内秀雄：第一代短期大学校长[5]。
- 冢田昌滋：现在短期大学校长[6]

## 组织

### 学科
- 幼儿教育学科
- 护理福利学科[注 1]
- 护理学科

### 专科
| - 福利专攻 |

### 业余课程
| - 没有 |

### 附属学校
| - 幼儿园 |

### 附属机关
| - 图书馆 |

## 相关链接
- 日本短期大学列表